# سرفات
السرفات أو الذباب الحوام أو ذباب الزهور أو السرفيديات أو ذبابة حوّامة أو مبيد الأرق (الاسم العلمي: Syrphidae) هي فصيلة من الحشرات تتبع رتبة ذوات الجناحين من طائفة الحشرات.

## التصنيف
- فصيلة السرفات
  - جنس عقنفصة
  - أسرة السرفاوات
    - قبيلة السرفاوية
      - جنس السرفة

    - قبيلة المتقوساوية
      - جنس المتقوسة

  - أسرة العويسباوات
    - القبيلة العويسباوية
      - جنس العويسبة